# Eddie Holman
Eddie Holman (* 3. Juni 1946 in Norfolk, Virginia), eigentlich Edward Holman, ist ein US-amerikanischer Pop-, Soul-, R&B-, und Gospelsänger und Songwriter. Er ist bekannt für seine Falsettstimme. Sein größter Hit war Hey There Lonely Girl, der 1970 in den Billboard Hot 100 Platz zwei, in Kanada Platz eins und 1974 in den britischen Singlecharts Platz vier erreichte.

## Leben und Wirken
Holman kam schon als Kind in der Familie und der Kirche mit Musik und Gesang in Berührung. Als Achtjähriger zog er mit seiner Mutter nach New York City um. Dort stand er bald in verschiedenen Off-Broadway-Produktionen auf der Bühne, so im Apollo Theater, und trat als „Little“ Eddie Holman in der NBC-Reihe The Children’s Hour auf. Er besuchte die Victoria School of Music in Harlem. Nach einem Umzug nach Philadelphia studierte Holman an der Cheyney University of Pennsylvania. Als seine musikalischen Vorbilder sieht er Jackie Wilson und Nat King Cole. Eine britische Musikzeitschrift bezeichnete ihn 1974 als „‚weißen‘ Schwarzen“ (“‘white’ black man”) in der Tradition Chuck Berrys oder Little Richards, also einen Musiker, der eher ein weißes Publikum anspricht und seine Songs an dieses verkauft.
1962 erschien Holmans erste Single, What You Don’t Know (Won’t Hurt You), eine Komposition von Malou René, die bereits für Bobby Lewis’ Nummer-eins-Hit Tossin’ and Turnin’ mitverantwortlich gewesen war. Das Arrangement stammte wie bei Lewis von Malous Ehemann Joe René. 
1965 wechselte Holman zu Cameo-Parkway-Records. Gleich seine erste Single auf dem Parkway-Label, This Can't Be True, brachte ihn erstmals in die Billboard Hot 100. Der von ihm selbst mitkomponierte Song erreichte im März 1966 Platz 57. Nach weiteren Aufnahmen für Parkway, von denen Am I a Loser (From the Start) in den R&B-Charts notiert wurde wechselte Holman 1968 zu Bell Records und ein Jahr später zu ABC Records. 
Für ABC nahm er eine Coverversion eines Hits von Ruby and the Romantics aus dem Jahr 1963 auf. Hey There Lonely Boy, geschrieben von Earl Shuman und Leon Carr, hatte 1963 die Top 30 der Billboard-Charts erreicht. Holman passte auf seiner Version das Geschlecht der Angesungenen an auf Hey There Lonely Girl. Der Instrumentaltrack wurde eingespielt von Musikern, die wenig später als MFSB erfolgreich den Phillysound kreierten. Die Single erreichte im Februar 1970 Platz zwei der US-Charts, auf der B-Seite sang Holman den Standard It’s All in the Game. In der Folge stieg auch seine Langspielplatte I Love You auf Platz 75 der Albumcharts. In Kanada wurde Hey There Lonely Girl am 21. Februar 1970 auf Platz eins der RPM-Hitliste geführt. Im Jahr 1999 fand die Aufnahme Verwendung in einem Werbespot für den Toyota Camry.
Bis 1972 konnte Holman weitere vier Hits auf ABC Records in den R&B-Charts verzeichnen, von denen die Doppel-A-Seite Don’t Stop Now / Since I Don’t Have You (beide Songs vom Hitalbum) auch in den Hot 100 notiert wurde. Anschließend wechselte Holman mehrmals das Plattenlabel und hatte auf GSF Records 1974 mit You’re My Lady (Right or Wrong) einen weiteren kleinen R&B-Hit.
Sein größter US-Hit war zunächst trotz zweimaliger Veröffentlichung (1970 auf dem Stateside- und 1972 auf dem Probe-Label) in den britischen Charts erfolglos geblieben, war jedoch in der Northern-Soul-Szene sehr beliebt, so dass ABC Records den Song im Oktober 1974 erneut auf einer Single herausbrachte. Nunmehr waren die Plattenverkäufe so hoch, dass Holmans Single 13 Wochen in den Charts notiert wurde und im November Platz vier erreichte. Der Titel wurde in Großbritannien von Anfang an mit zwei Klammern versehen, also offiziell als (Hey There) Lonely Girl bezeichnet. Auch in Deutschland wurde das Lied nun wiederveröffentlicht, konnte sich jedoch wie bei der Erstausgabe nicht in der deutschen Hitparade platzieren. In Großbritannien blieb es sein einziger notierter Hit; im Jahr 1977 erschien auf Salsoul Records Holmans LP A Night to Remember, von der mit This Will Be a Night to Remember ein weiterer Track in die Hot 100 einzog.
Holman zog sich anschließend ins Privatleben zurück, studierte Theologie und wurde Geistlicher der Baptisten. Als Rev. Eddie Holman veröffentlichte er zwei Gospelalben auf seinem eigenen Label, Agape Records. Das Apollo Theater ehrte ihn im Jahr 2007 zu seinem 50. Jahrestag im Showbusiness als „(lebende) Legende des Apollo“. 2016 wurde er in die Rhythm & Blues Hall of Fame aufgenommen. 2018 erschien ein neues Album mit weltlichen und Gospelsongs, Lovin’ You, auf Agape. Er ging weiter auf Tourneen, war oft als Sänger auf Kreuzfahrten im Einsatz, und trat unter anderem in Deutschland 2019 beim Baltic Soul Weekender auf.
Holman ist mit Sheila verheiratet, die auch einige seiner Songs mitgeschrieben hat. Das Ehepaar hat drei Kinder und lebt in Pennsylvania.